# Heinrich Hermann Fitting
Heinrich Hermann Fitting (Mauchenheim, 27 agosto 1831 – Halle, 3 dicembre 1918) è stato un giurista tedesco e studioso di diritto penale.
Insegnò diritto romano, poi diritto processuale all'Università di Heidelberg, ed in seguito a Basilea e Halle.
Compì studi approfonditi sulla storia delle fonti romanistiche dell'alto Medioevo e dei primordi dello Studio bolognese.

## Opere
- Zur Geschichte des Soldatentestaments (1866)
- Über die sogen. Turiner Institutionenglosse und den sogenannten Brachylogus (1870)
- Glosse zu den Exceptiones legum Romanorum des Petrus (1874)
- Zur Geschichte der Rechtswissenschaft am Anfang des Mittelalters (1875)
- Juristische Schriften des frühern Mittelalters (1876)
- Über die Heimat und das Alter des sogenannten Brachylogus (1880)
- Der Reichs-Zivilprozeß (1884)
- Das Reichs-Konkursrecht (1883)